# Красноводский полуостров
Красново́дский полуо́стров, или Туркменбашинский полуостров (туркм. Türkmenbaşy ýarymadasy)— полуостров на восточном побережье Каспийского моря, на территории Балканского велаята Туркменистана.

## Географическое положение
Красноводский полуостров с севера омывается заливом Кара-Богаз-Гол, с юга — заливом Туркменбашы. Занят Красноводским плато высотой до 308 м.
Западная часть полуострова покрыта песками Октумкум, а восточная — песками Чильмамедкум.
Протяжённость полуострова составляет 85 км, ширина — от 80 до 140 км. На южной оконечности полуострова находится город Туркменбашы.

## История
В 1717 году через полуостров проходил путь неудачного похода Бековича-Черкасского. В 1869 году на полуострове была основана русская крепость Красноводск, таким образом эти земли были присоединены к Российской империи.